# 北川荘平
北川 荘平（きたがわ そうへい、1930年8月15日 - 2006年7月8日）は、日本の小説家。和歌山県伊都郡山田村（現在の橋本市）出身。
京都大学経済学部卒業。高橋和巳らとともに京大文芸同人会（のちの京大作家集団）結成に参加。卒業後は大阪ガスに勤務。大阪文学学校に学び、1963年から1969年にかけて文芸雑誌『VIKING』の編集人を務めた。
1958年、『水の壁』で、第39回芥川賞・直木賞に同時ノミネートされた。その後も1960年に『企業の伝説』、1965年に『企業の過去帳』、1966年に『白い塔』で直木賞候補となった。
2006年7月8日に肺炎のため死去した。享年75。